# Subcarpații Vrancei (sit SPA)
Subcarpații Vrancei alcătuiesc o arie de protecție specială avifaunistică (sit SPA) situată în Muntenia (România), pe teritoriile județelor Buzău (34%) și Vrancea (66%).

## Localizare
Aria naturală se întinde în extremitatea central sudică al județului Buzău, pe teritoriile administrative ale comunelor Bisoca, Buda, Grebănu, Murgești, Pardoși, Podgoria, Topliceni și Valea Salciei și în cea nord-estică a județului Vrancea, pe teritoriile comunelor: Bordești, Broșteni, Chiojdeni, Cotești, Cârligele, Dumbrăveni, Dumitrești, Gura Caliței, Jitia, Mera, Poiana Cristei, Popești, Slobozia Bradului, Tâmboești, Urechești și Vârteșcoiu. Situl este străbătut de  drumului național DN2N, care face legătura între satele vrâncene Mărtinești și Jitia.

## Înființare
Subcarpații Vrancei (pe o suprafață de 35.753,5 ha.) au fost declarați arie de protecție specială avifaunistică prin Hotărârea  de Guvern nr. 971 din 5 octombrie 2011 (pentru modificarea și completarea Hotărârii Guvernului nr. 1.284/2007 privind declararea ariilor de protecție specială avifaunistică ca parte integrantă a rețelei ecologice europene Natura 2000 în România). Aria protejată include rezervația naturală Pădurea Schitu - Dălhăuți și se suprapune parțial cu situl de importanță comunitară Pădurea Dălhăuți.

## Biodiversitate
Aria protejată (încadrată în bioregiunea geografică continentală din bazinul inferior al râului Râmnicul Sărat) aflată la zona de contact al munților Vrancei (unitate de relief a Carpaților de Curbură, aparținând de lanțul muntos al Carpaților Orientali) cu dealurile subcarpatice, reprezintă o zonă naturală alcătuită din păduri de foioase, pajiști naturale, stepe, fânețe, pășuni, râuri, terenuri arabile, culturi, vii și livezi; ce asigură condiții de hrană, cuibărit și viețuire pentru populații importante de păsări migratoare.

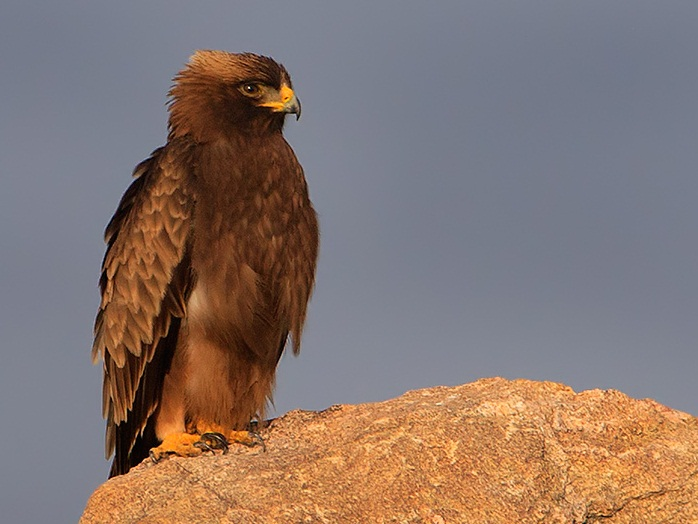
Acvilă pitică (Hieraaetus pennatus)

La baza desemnării sitului se află mai multe specii avifaunistice protejate la nivel european (prin Directiva CE 147/CE din 30 noiembrie 2009, privind conservarea păsărilor sălbatice - anexa II-a) și aflate pe lista roșie a IUCN; astfel: uliu cu picioare scurte (Accipiter brevipes), uliu porumbar (Accipiter gentilis), uliu păsărar (Accipiter nisus), fluierar de munte (Actitis hypoleucos), minuniță (Aegolius funereus), ciocârlie de câmp (Alauda arvensis), pescăruș albastru (Alcedo atthis), fâsă de câmp (Anthus campestris), fâsă cu gâtul roșu (Anthus cervinus), fâsă de pădure (Anthus trivialis), cucuvea (Athene noctua), mătăsar (Bombycilla garrulus), bufniță (Bubo bubo), șorecar comun (Buteo buteo), șorecar încălțat (Buteo lagopus), caprimulg (Caprimulgus europaeus), cânepar (Carduelis cannabina), sticlete (Carduelis carduelis), florinte (Carduelis chloris), inăriță (Carduelis flammea), scatiu (Carduelis spinus), prundaș gulerat mic (Charadrius dubius), șerpar (Circaetus gallicus), botgros (Coccothraustes coccothraustes), porumbel de scorbură (Columba oenas), porumbel gulerat (Columba palumbus), corb (Corvus corax), cioară (Corvus corone), cioară de semănătură (Corvus frugilegus), stăncuță (Corvus monedula), prepeliță (Coturnix coturnix), cristel de câmp (Crex crex), cuc (Cuculus canorus), lăstun de casă (Delichon urbica), ciocănitoare pestriță mare (Dendrocopos major), ciocănitoare de stejar (Dendrocopos medius), ciocănitoare de grădină (Dendrocopos syriacus), ciocănitare neagră (Dryocopus martius), presură galbenă (Emberiza citrinella), presură de grădină (Emberiza hortulana), șoimul rândunelelor (Falco subbuteo), vânturel roșu (Falco tinnunculus), muscar gulerat (Ficedula albicollis), muscar mic (Ficedula parva), cinteză (Fringilla coelebs), cinteză de iarnă (Fringilla montifringilla), ciocârlan (Galerida cristata), gaiță (Garrulus glandarius), rândunică (Hirundo rustica), Capîntortură (Jynx torquilla), sfrâncioc roșiatic (Lanius collurio), sfrâncioc mare (Lanius excubitor), sfrânciocul cu frunte neagră (Lanius minor), forfecuță gălbuie (Loxia curvirostra), ciocârlie de pădure (Lullula arborea), prigoare (Merops apiaster), presură sură (Miliaria calandra), codobatură galbenă (Motacilla flava), codobatură albă (Motacilla alba), codobatură de munte (Motacilla cinerea), muscar sur (Muscicapa striata), alunar (Nucifraga caryocatactes), grangur (Oriolus oriolus), pițigoi de brădet (Parus ater), pițigoi moțat (Parus cristatus), pițigoi de munte (Parus montanus), pițigoi sur (Parus palustris), vrabie de casă (Passer domesticus), potârniche (Perdix perdix), viespar (Pernis apivorus), fazan (Phasianus colchicus), ciocănitoare verzuie (Picus canus), ciocănitoare verde (Picus viridis), brumăriță de pădure (Prunella modularis), mugurar (Pyrrhula pyrrhula), sitar de pădure (Scolopax rusticola), cănăraș (Serinus serinus), guguștiuc (Streptopelia decaocto), turturică (Streptopelia turtur), huhurez mic (Strix aluco), huhurez mare (Strix uralensis), graur (Sturnus vulgaris), silvie porumbacă (Sylvia nisoria) și pupăză (Upupa epops)

## Căi de acces
- Drumul județean DJ205R, pe ruta: Focșani - Golești - Poiana Cristei - Mahriu (27 km).

## Monumente și atracții turistice
În vecinătatea sitului se află mai multe obiective de interes istoric, cultural și turistic (mănăstiri, biserici de zid, biserici de lemn, situri arheologice, arii naturale); astfel:

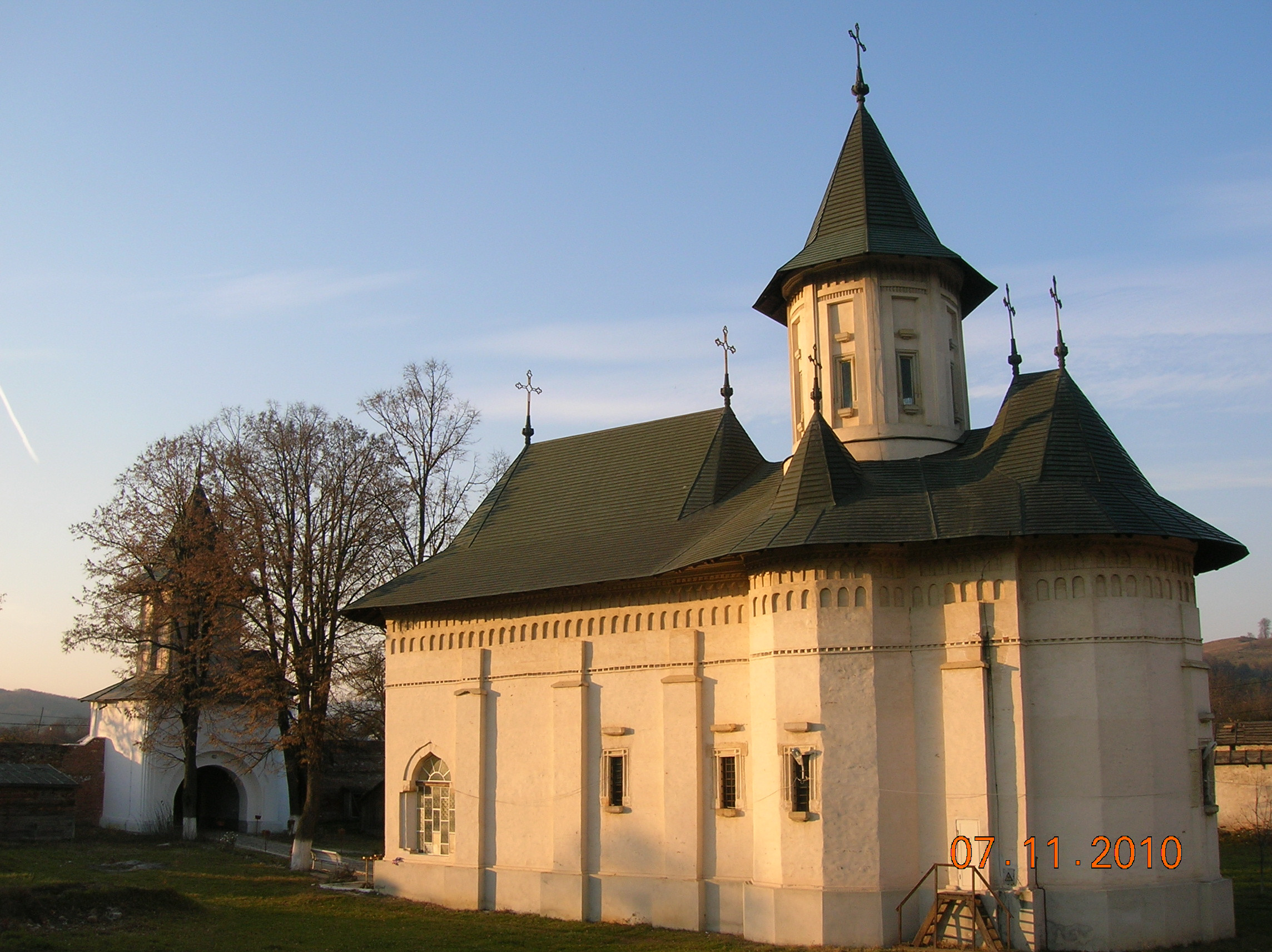
Mănăstirea Mera

- Ansamblul mănăstirii Dălhăuți, complex monahal ce cuprinde biserica de lemn „Sfinții Arhangheli” (1810), biserica „Izvorul Tămăduirii” (1828) și biserica „Sfinții Împărați” (1840-1850); monument istoric.
- Ansamblul mănăstirii Poiana Mărului din satul Băltăgari (două biserici de lemn: biserica „Nașterea Maicii Domnului” și biserica „Duminica Tuturor Sfinților”), monument istoric de secol XVIII.
- Ansamblul mănăstirii Vărzărești alcătuit din bisericile „Adormirii Maicii Domnului” (1644) și „Sfântului Mare Mucenic Gheorghe (1898).
- Ansamblul mănăstirii Cotești (biserica  „Sfânta Treime” și turn clopotniță), construcție 1720, monument istoric.
- Biserica „Sfinții Voievozi” din Bonțești, datând de la sfârșitul secolului al XVII-lea, începutul secolului al XVIII-lea; monument istoric.
- Ansamblul mănăstirii Mera, monument istoric ctitorit de Moțoc din Odobești și terminată de domnitorul moldovean Constantin Cantemir. Edificiul arhitectural datează din 1685 și cuprinde biserica „Sfinții Împărați”, zidul de incintă, turnul clopotniță și clădirile anexe.
- Biserica de lemn „Adormirea Maicii Domnului” din satul Dănulești, construită în anul 1762 (monument istoric).
- Situl arheologic „La Fântâni” de la Bonțești (așezări atribuite atribuite perioadei eneolitice aparținând culturii Cucuteni; respectiv La Tène, cultura carpică).
- Rezervațiile naturale: Pădurea Lacurile Bisoca, Vulcanii Noroioși de la Pâclele Mari, Vulcanii Noroioși de la Pâclele Mici și  Pădurea Schitu - Dălhăuți.